# جيمس وارويك
جيمس وارويك (بالإنجليزية: James Warwick)‏ هو مخرج بريطاني، ولد في 17 نوفمبر 1947 في Broxbourne ‏ في المملكة المتحدة.

## وصلات خارجية
- جيمس وارويك على موقع IMDb (الإنجليزية)
- جيمس وارويك على موقع ألو سيني (الفرنسية)
- جيمس وارويك على موقع ميوزك برينز (الإنجليزية)
- جيمس وارويك على موقع أول موفي (الإنجليزية)
- جيمس وارويك على موقع قاعدة بيانات برودواي على الإنترنت (الإنجليزية)
- جيمس وارويك على موقع ديسكوغز (الإنجليزية)
- جيمس وارويك على موقع قاعدة بيانات الفيلم (الإنجليزية)
- جيمس وارويك على موقع كينوبويسك (الروسية)